# Tojad kosmatoowockowy
Tojad kosmatoowockowy (Aconitum ×hebegynum DC.) – roślina z rodziny jaskrowatych będąca mieszańcem dwóch gatunków: tojadu dzióbatego Aconitum variegatum L. oraz tojadu wiechowatego Aconitum degenii Gáyer. W Polsce w występuje w Bieszczadach.

## Morfologia
KwiatyCechy rozpoznawcze to nagie hełmy kwiatów i słupki gruczołowo owłosione.

## Biologia i ekologia
Roślina trująca. Zapylana przez trzmiele.

## Zagrożenia i ochrona
Od 2014 roku roślina jest objęta w Polsce częściową ochroną gatunkową. W latach 1957–2014 podlegała ochronie ścisłej.